# Scherndorf
Scherndorf ist ein Ortsteil der Stadt Weißensee im Landkreis Sömmerda in Thüringen.

## Geografie
Der Ortsteil Scherndorf liegt östlich von Weißensee an der Landesstraße 2133 im fruchtbaren Ackerbaugebiet des Thüringer Beckens und in der Nähe der Unstrut und ihrer Niederung.

## Geschichte
Am 14. September 1271 wurde das Dorf erstmals urkundlich genannt.
Das Dorf gehörte einst zur Comturei Griefstedt. 1852 erhielten die Bauern erbpachtweise Stiftungsländereien zu freiem Eigentum. Der Ort gehörte bis 1815 zum kursächsischen Amt Weißensee. Durch die Beschlüsse des Wiener Kongresses kam er zu Preußen und wurde 1816 dem Landkreis Weißensee im Regierungsbezirk Erfurt der Provinz Sachsen zugeteilt, zu dem er bis 1944 gehörte.

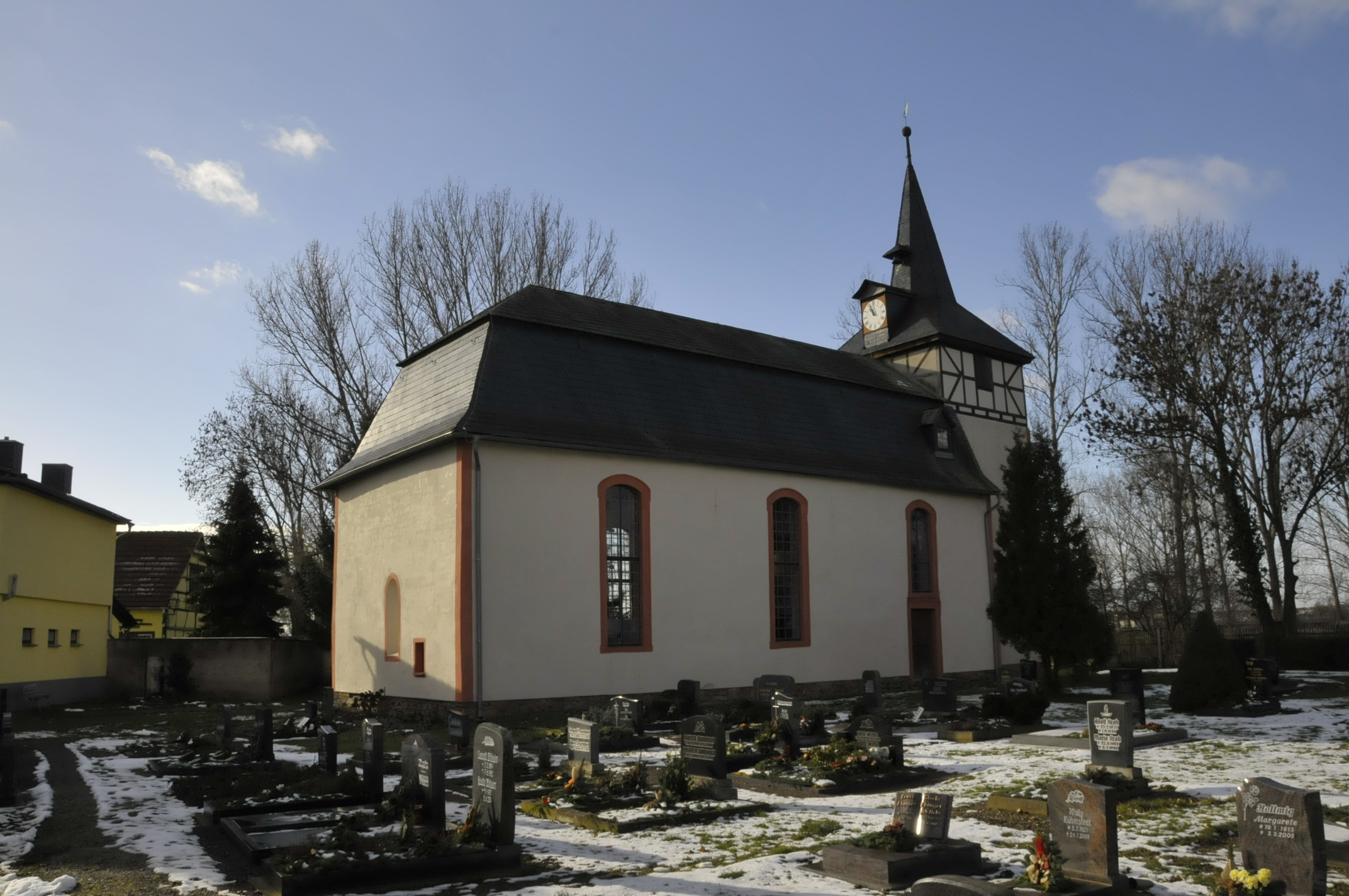
Dorfkirche St. Salvator

Die Kirche wurde wahrscheinlich Anfang des 18. Jahrhunderts aufgebaut.